# Paolo Giglio
Pour les articles homonymes, voir Giglio.
Paolo Giglio (20 janvier 1927 - 6 mars 2016) est un prélat maltais de l'Église catholique, qui a travaillé au service diplomatique du Saint-Siège de 1958 à 2002, avec le rang d'archevêque et de nonce à partir de 1986.

## Biographie
Paolo Giglio est né le 20 janvier 1927 à La Valette, à Malte, d'Angelo Giglio et de Ludgarda née Borg. Après avoir étudié au séminaire local, il obtient une licence en théologie et un doctorat en droit canonique à l'Université pontificale grégorienne. Il est ordonné prêtre le 12 avril 1952.
Pour se préparer à une carrière de diplomate, il suit le cursus de l'Académie pontificale ecclésiastique en 1956. Il est secrétaire des missions du Saint-Siège au Nicaragua (en) (1958-59), en Argentine (en) (1960-62) et en Iran (en) (1963-65) ; auditeur au Viêt Nam (en) (1966-68) et en Yougoslavie (en) (1969-70) ; conseiller aux États-Unis (1971-72) et au Brésil (en) (1973-75) ; conseiller et chef de mission adjoint en France (1976-77) ; et chargé d'affaires à Taïwan (en) (1978-86)
Le 4 avril 1986, le pape Jean-Paul II le nomme archevêque titulaire de Tyndaris (de) et nonce apostolique au Nicaragua (en). Il est consacré le 8 juin de la même année par Pier Luigi Celata avec comme co-consécrateurs Joseph Mercieca et Nikol Joseph Cauchi (pl)
Il est nommé nonce apostolique en Égypte le 25 mars 1995.
Le 8 février 2000, il est également nommé délégué apostolique auprès de la Ligue arabe (en).
Giglio prend sa retraite le 5 février 2002 lorsqu'il est remplacé comme nonce en Égypte par Marco Dino Brogi.
Il décède le 6 mars 2016.

## Succession apostolique
Luciano Storero a ordonné les évêques suivants :
- Évêque Giuseppe Bausardo (pl), S.D.B. (2001)